# Lycée de New Bell
Le Lycée de New Bell est l'un des plus anciens établissements d'enseignement secondaire du Cameroun. Il se trouve dans la commune d'arrondissement de Douala II au cœur du marché central de Douala.

## Histoire
Le Lycée de New Bell est une œuvre coloniale crée en 1940 par les colons français. Dirigé préalablement par le colon Jean-Louis, il s’agit au départ de deux établissements à savoir l’école primaire et l’école supérieure des jeunes filles qui avait pour mission principale l’encadrement de ces dernières. Le Lycée de New Bell qui compte aujourd’hui près de 4000 élèves, connait plusieurs mutations au cours des années.
- 1940 : Création de l'Ecole supérieure des Jeunes filles
- 1948 : Transformation en Collège moderne des Jeunes Filles de New-Bell
- 1961 : Transformation en Lycée des Jeunes Filles
- 1976 : Inscription des premiers garçons. Devient Lycée de New-Bell
- 2009 : Transformation en Lycée Bilingue de New-Bell[3],[4].

## Activité
Le Lycée de New Bell compte 7 divisions de la classe de sixième à la classe de terminale, avec 42 salles de classes. Il dispose d'une formation aux technologies de l'information.

## Dirigeants
En 75 ans donc, l’établissement qui a vu défilé plus de 14 proviseurs :
| 2018-     | Robert EYEBE                       |           |
| 2016-2018 | Mme Christine Désirée BELLET EDIMO |           |
| 2014-2016 | Mme Thamar EBOA née NDENGUE        |           |
| 2012-2014 | Mme Victorine ESON NDUMBE          | Proviseur |
| 2009-2012 | Mme Georgette NYONGA               | Proviseur |
|           | Mme Dorothée NKOM                  | Proviseur |
|           | Mme NTONE                          | Proviseur |

## Personnalités liées au lycée
Les voici :

D'autres anciens du lycée 1978 et 1988 font des dons de cache-nez et gel hydroalcoolique pour le covid.